# Hippopedon saltator
Hippopedon saltator är en insektsart som beskrevs av Henri Saussure 1861. Hippopedon saltator ingår i släktet Hippopedon och familjen gräshoppor. Inga underarter finns listade i Catalogue of Life.